# 雨露白族乡
雨露白族乡是中华人民共和国云南省楚雄彝族自治州南华县下辖的一个民族乡。

## 行政区划
雨露白族乡下辖以下村级行政区划单位：
雨露村、镇模河村、大村、铅厂村、洒披武村、罗文村和后甸村。